# Heroes (chương trình truyền hình Hàn Quốc)
Heroes (Hangul:영웅호걸, Hanja:英雄豪傑) là chương trình truyền hình thực tế Hàn Quốc; là một phần của chuỗi Good Sunday của SBS, cùng với chương trình Running Man. Nó được xếp vào "chương trình được tìm kiếm nhiều nhất", nơi mà các nữ nghệ sĩ nổi tiếng cạnh tranh để họ trở nên gần gũi với người dân hơn. Tập đầu tiên được phát sóng vào 18 tháng 7 năm 2010 và kết thúc vào 1 tháng 5 năm 2011 với tổng cộng 40 tập. Họ phải hoàn thành nhiệm vụ nhất định cho các tập và người chiến thắng sẽ nhận được phần thưởng, những người còn lại phải làm bữa tối cho họ, họ được tắm nước nóng và ngủ trên giường, v.v...

## Diễn viên
- No Hongchul
- Lee Hwi-jae
- No Sa-yeon
- Ji-yeon
- Seo In-young
- Ka-hi
- Hong Su-ah
- Lee Jin
- Shin Bong-sun
- IU
- Yoo In-na
- Nicole Jung
- Narsha
- Jung Ga-eun